# Герб Міри (Португалія)
Ге́рб Мі́ри — офіційний символ містечка Міра, Португалія. Використовується як територіальний герб. У чорному щиті пучок трьох золотих качанів кукурудзи, перев'язаний в основі золотою стрічною. В зеленій облямівці вісім золотих мушель морських гребінців. Щит увінчує срібна мурована містечкова корона з чотирма вежами.  Під щитом біла стрічка, на якій великими літерами напис португальською: «vila de Mira» (містечко Міра).  Офіційно затверджений 16 січня 1934 року.  

## Галерея

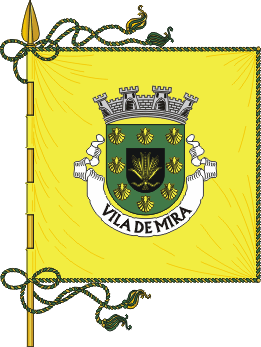
Прапор